# Vorsitzender des Politbüros der Hamas
Der Vorsitzende des Politbüros der Hamas (arabisch رئيس المكتب السياسي لحركة حماس, DMG Raʾīs al-Maktab as-Siyāsī li-Ḥarakat Ḥamās), auch bekannt als Vorsitzender des Hamas-Schura-Ratgebergremiums (arabisch رئيس مجلس الشورى لحركة حماس, DMG Raʾīs Maǧlis aš-Šūrā li-Ḥarakat Ḥamās), war von 1987 bis 2004 der Gesamt- und De-facto-Führer der Hamas, einer palästinensischen sunnitisch-islamistischen Terrororganisation, die seit dem Kampf um Gaza im Juni 2007 den größten Teil des Gazastreifens regiert. Der Rat, der die Hamas bis zu den nächsten Wahlen im März 2025 führen wird, besteht aus Chaled Maschaal, Chalil al-Hayya, Zaher Jabarin und Muhammad Ismail Darwish und einem namentlich nicht genannten Mitglied der Hamas.
Vom Vorsitzenden des Hamas-Politbüros wird erwartet, dass er die Organisation und ihre verschiedenen Komponenten überwacht, während die Militäreinsätze separat von Militärkommandanten verwaltet werden. Der in Doha, Katar, ansässige Vorsitzende fungiert als Aushängeschild der Hamas bei den palästinensischen Wahlen und wird zum zentralen Anführer im Widerstand gegen die israelische Besatzung. Darüber hinaus spielt er eine entscheidende Rolle in den Außenbeziehungen, indem er Verhandlungen mit israelischen Beamten über Friedensprozesse leitet, die Versöhnung mit der Fatah fördert und die Beziehungen zu anderen Ländern des Nahen Ostens stärkt.

## Geschichte
Ahmed Yasin, der Gründer der Hamas, wurde der erste Vorsitzende des Hamas-Schura-Rates und war von Dezember 1987 bis März 2004 De-facto-Führer der Hamas. Nach seinem Tod übernahm sein Stellvertreter Abdel Aziz al-Rantisi die Macht für nur 26 Tage, bevor er von Israel gezielt getötet wurde. Der damalige Vorsitzende des Politbüros der Hamas, Chalid Maschal, übernahm die Führung der Hamas und wurde im April 2004 zum Gesamt- und faktischen Führer der Hamas erklärt. Obwohl er diese Position seit 1996 innehatte, war er nicht der Gesamtführer der Hamas, da der damalige Vorsitzende des Hamas-Schura-Rates als faktischer Führer galt. Im Januar 1997 wählte die Hamas Mousa Abu Marzook, den früheren Vorsitzenden des Politbüros, zum stellvertretenden Vorsitzenden des Politbüros der Hamas.
Im Mai 2017 wurde Ismail Haniyya, der stellvertretende Vorsitzende des Politbüros der Hamas, vom Schura-Rat der Hamas zum Vorsitzenden des Politbüros der Hamas gewählt. Die Hamas wählte außerdem Saleh al-Arouri zum stellvertretenden Vorsitzenden des Politbüros der Hamas. Al-Arouri wurde jedoch im Januar 2024 durch einen israelischen Angriff ermordet. Sechs Monate später wurde Haniyeh im Iran ermordet, als er an der Amtseinführungszeremonie des iranischen Präsidenten Massud Peseschkian teilnahm.
Am 31. Juli 2024 wurde Chalid Maschal zum amtierenden Vorsitzenden des Politbüros der Hamas ernannt, bis der neue Führer gewählt wurde. Mashal, der damalige Vorsitzende des Politbüros der Hamas, sollte die Hamas erneut führen. Von Maschal, dem damaligen Vorsitzenden des Hamas-Politbüros, wurde erwartet, dass er die Hamas erneut anführen würde.
Am 5. August 2024 sollte Muhammad Ismail Darwish der nächste Vorsitzende des Politbüros der Hamas werden. Zuvor fungierte er ab Oktober 2023 als Vorsitzender des Schura-Rates der Hamas und trat die Nachfolge von Osama Mazini an, nachdem dieser am 16. Oktober 2023 durch einen israelischen Angriff getötet worden war.
Am 6. August 2024 wurde Yahya Sinwar jedoch offiziell zum nächsten Vorsitzenden des Politbüros der Hamas und de facto zum Führer der Hamas ernannt, sechs Tage nach der Ermordung seines Vorgängers Ismail Haniyya. Die Ankündigung erfolgte, nachdem der Shura-Rat, das Gremium, das das Politbüro der Hamas wählt, einstimmig dafür gestimmt hatte, Sinwar zum neuen Führer zu wählen, was ein Hamas-Beamter als „Botschaft des Trotzes an Israel“ bezeichnete. Chalil al-Hayya wurde am selben Tag zum stellvertretenden Vorsitzenden des Hamas-Politbüros gewählt. Zuvor war al-Hayya stellvertretender Führer der Hamas im Gazastreifen.
Am 16. Oktober 2024 wurde Sinwar getötet, nachdem er die Hamas nur zweieinhalb Monate lang geführt hatte.
In der Folge übte Chaled Mashal zum zweiten Mal wieder seine Aufgaben als amtierender De-facto-Führer der Hamas aus, bis der neue Führer gewählt wurde.
Sinwar empfahl der Hamas, im Falle seines Todes einen Führungsrat zu ernennen, der den Übergang nach seinem Tod regeln und verwalten solle. Dieser Empfehlung wurde nachgegangen und zu den von Sinwar empfohlenen Rat gehören:
- Chaled Maschal, zweiter Vorsitzender des Politbüros der Hamas (1996–2017).
- Chalil al-Hayya, derzeitiger stellvertretender Vorsitzender des Politbüros der Hamas (2024) und des Politbüros der Hamas im Gazastreifen (2017–heute).
- Zaher Dschabarin, derzeitiger Vorsitzender des Hamas-Politbüros im Westjordanland (2024–heute).
- Muhammad Ismail Darwisch, aktueller Vorsitzender des Schura-Rates der Hamas (2023–heute).

- Unbekannt, bekannt als derzeitiger Sekretär des Politbüros der Hamas.

Ein Hamas-Beamter wies darauf hin, dass Chalil al-Hayya zusätzlich zu seiner direkten Aufsicht über Gaza-Angelegenheiten die Verantwortung für die meisten politischen und auswärtigen Angelegenheiten übernommen habe und praktisch der amtierende De-facto-Führer der Hamas sei.
Es gab viele potenzielle Nachfolger für den künftigen Hamas-Führer, darunter Chaled Maschal, zweiter Vorsitzender des Hamas-Politbüros von 1996 bis 2017, Mohammed Sinwar, Bruder von Yahya Sinwar und einer der Anführer der Izzaddin Al-Qassam-Brigaden, Zaher Dschabarin, der derzeitige Hamas-Führer im Westjordanland, und Chalil al-Hayya, seit 2024 stellvertretender Vorsitzender des Hamas-Politbüros und langjähriger Stellvertreter von Yahya Sinwar im Gazastreifen.

## Liste der Anführer
Dies ist die Liste der Führer der Hamas seit ihrer Gründung im Dezember 1987.
| Nr.                                                                  | Porträt                                                           | Name (Geb.-Ges.)                                                      | Amtszeit                                                          | Amtszeit                                                          | Amtszeit                                                          | Stellvertretung (Zeit im Amt)                                                 |
| Nr.                                                                  | Porträt                                                           | Name (Geb.-Ges.)                                                      | Amtsantritt                                                       | Aus dem Amt geschieden                                            | Zeit im Amt                                                       | Stellvertretung (Zeit im Amt)                                                 |
| Vorsitzender des Schura-Rates der Hamas رئيس مجلس شورى لحركة حماس    | Vorsitzender des Schura-Rates der Hamas رئيس مجلس شورى لحركة حماس | Vorsitzender des Schura-Rates der Hamas رئيس مجلس شورى لحركة حماس     | Vorsitzender des Schura-Rates der Hamas رئيس مجلس شورى لحركة حماس | Vorsitzender des Schura-Rates der Hamas رئيس مجلس شورى لحركة حماس | Vorsitzender des Schura-Rates der Hamas رئيس مجلس شورى لحركة حماس | Vorsitzender des Schura-Rates der Hamas رئيس مجلس شورى لحركة حماس             |
| -------------------------------------------------------------------- | ----------------------------------------------------------------- | --------------------------------------------------------------------- | ----------------------------------------------------------------- | ----------------------------------------------------------------- | ----------------------------------------------------------------- | ----------------------------------------------------------------------------- |
| 1                                                                    |                                                                   | Ahmed Yassin أحمد ياسين (1936–2004)                                   | 10. Dezember 1987                                                 | 22. März 2004                                                     | 16 Jahre, 103 Tage                                                | Abdel Aziz al-Rantisi عبد العزيز الرنتيسي (10. Dezember 1987 – 22. März 2004) |
| 2                                                                    |                                                                   | Abdel Aziz al-Rantisi عبد العزيز الرنتيسي (1947–2004)                 | 22. März 2004                                                     | 17. April 2004                                                    | 26 Tage                                                           | (22. März 2004 – 17. April 2004)                                              |
| Vorsitzender des Politbüros der Hamas رئيس المكتب السياسي لحركة حماس |                                                                   |                                                                       |                                                                   |                                                                   |                                                                   |                                                                               |
| 3                                                                    |                                                                   | Chaled Maschal خالد مشعل (geboren 1956)                               | 17. April 2004                                                    | 6. Mai 2017                                                       | 13 Jahre, 19 Tage                                                 | Mousa Abu Marzouk موسى أبو مرزوق (17. April 2004 – 4. April 2013)             |
| 3                                                                    | Ismail Haniyeh إسماعيل هنية (4. April 2013 – 6. Mai 2017)         | Chaled Maschal خالد مشعل (geboren 1956)                               | 17. April 2004                                                    | 6. Mai 2017                                                       | 13 Jahre, 19 Tage                                                 |                                                                               |
| 4                                                                    |                                                                   | Ismail Haniyeh إسماعيل هنية (1962–2024)                               | 6. Mai 2017                                                       | 31. Juli 2024                                                     | 7 Jahre, 86 Tage                                                  | Saleh al-Arouri صالح العاروري (9. Oktober 2017 – 2. Januar 2024)              |
| 4                                                                    | Vakant (2. Januar 2024 – 6. August 2024)                          | Ismail Haniyeh إسماعيل هنية (1962–2024)                               | 6. Mai 2017                                                       | 31. Juli 2024                                                     | 7 Jahre, 86 Tage                                                  |                                                                               |
| –                                                                    |                                                                   | Chaled Maschal خالد مشعل (geboren 1956) Amtierend                     | 31. Juli 2024                                                     | 6. August 2024                                                    | 6 Tage                                                            |                                                                               |
| 5                                                                    |                                                                   | Yahya Sinwar يحيى السنوار (1962–2024)                                 | 6. August 2024                                                    | 16. Oktober 2024                                                  | 71 Tage                                                           | Chalil al-Hayya خليل الحية (6. August 2024 – 16. Oktober 2024)                |
| –                                                                    |                                                                   | Vorübergehende Leitung des Ausschusses قيادة اللجنة المؤقتة Amtierend | 16. Oktober 2024                                                  | Amtsinhaber                                                       | Gegenwärtig                                                       | Vakant (16. Oktober 2024 – gegenwärtig)                                       |